# Landkreis Essen
Der Landkreis Essen, bis 1873 der Kreis Essen, war von 1816 bis 1823 sowie von 1859 bis 1929 ein Landkreis im Regierungsbezirk Düsseldorf der preußischen Rheinprovinz. Er umfasste in seiner größten Ausdehnung im Wesentlichen das Gebiet der heutigen Städte Essen und Mülheim an der Ruhr.

## Verwaltungsgeschichte

### Der Kreis Essen von 1816 bis 1823
Das Gebiet des Kreises Essen, das bis dahin als Arrondissement Essen (errichtet 1808) zum Département Rhein des französischen Satellitenstaats Großherzogtums Berg gehört hatte, wurde 1815 auf dem Wiener Kongress Preußen zugeschlagen. Im Zuge der preußischen Verwaltungsreorganisation wurde am 23. April 1816 der Kreis Essen als einer von mehr als 40 Landkreisen der Provinz Jülich-Kleve-Berg geschaffen, die später in der Rheinprovinz aufging. Das Kreisgebiet setzte sich aus den sieben in der Franzosenzeit gebildeten Bürgermeistereien Altenessen, Borbeck, Essen, Kettwig, Mülheim an der Ruhr, Steele und Werden zusammen. Bereits am 27. September 1823 wurde der Kreis wieder aufgelöst und mit dem Kreis Dinslaken zum neuen Kreis Duisburg vereinigt.

### Der Landkreis Essen von 1859 bis 1929
Durch Kabinettsorder vom 10. August 1857 wurde der Kreis Essen 1859 neu eingerichtet. Dazu wurde das alte Kreisgebiet, nun allerdings ohne die Bürgermeistereien Mülheim/Ruhr-Stadt und -Land, wieder aus dem Kreis Duisburg herausgelöst. Im Jahre 1862 wurden die Ortschaften Lippern und Lirich aus der Bürgermeisterei Borbeck an den Kreis Duisburg zur Bildung der neuen Gemeinde Oberhausen abgegeben.
Die Stadt Essen schied 1873 aus dem Kreis aus und bildete einen eigenen Stadtkreis. Der Kreis Essen hieß seitdem Landkreis Essen. Ebenfalls 1873 wurden die Gemeinden Frillendorf, Huttrop, Katernberg, Kray, Leithe, Rotthausen, Rüttenscheid, Schonnebeck und Stoppenberg aus der Bürgermeisterei Altenessen herausgelöst und bildeten die neue Bürgermeisterei Stoppenberg. Im selben Jahr wurde auch die Gemeinde Altendorf aus der Bürgermeisterei Borbeck herausgelöst und zur Bürgermeisterei Altendorf erhoben. Der Landkreis Essen besaß danach die folgende Verwaltungsgliederung:
| Bürgermeisterei | Städte und Gemeinden (1874)                                                                        |
| --------------- | -------------------------------------------------------------------------------------------------- |
| Altendorf       | Altendorf                                                                                          |
| Altenessen      | Altenessen, Karnap                                                                                 |
| Borbeck         | Borbeck                                                                                            |
| Kettwig         | Kettwig (Stadt)                                                                                    |
| Kettwig-Land    | Heisingen, Umstand, Vierhonnschaften                                                               |
| Steele          | Steele (Stadt)                                                                                     |
| Steele-Land     | Rellinghausen, Überruhr                                                                            |
| Stoppenberg     | Frillendorf, Huttrop, Katernberg, Kray, Leithe, Rotthausen, Rüttenscheid, Schonnebeck, Stoppenberg |
| Werden          | Werden (Stadt)                                                                                     |
| Werden-Land     | Byfang, Siebenhonnschaften                                                                         |

In der Folgezeit fanden folgende Veränderungen der Verwaltungsstruktur statt:
- Am 15. Januar 1875 wurde aus den beiden Honnschaften Hinsbeck und Rodberg, die bis dahin zur Gemeinde Siebenhonnschaften in der Bürgermeisterei Werden-Land gehörten, die neue Gemeinde Kupferdreh gebildet.[4]

- Der verstädterte Teil der Gemeinde Umstand wurde 1875 in die Stadt Kettwig eingemeindet. Aus dem Rest der Gemeinde Umstand und der aufgelösten Gemeinde Vierhonnschaften wurden die beiden neuen Gemeinden Zweihonnschaften (Schuir und Bredeney) und Dreihonnschaften (Ickten, Roßkothen und Umstand) gebildet.[5]

- Zum 1. Januar 1876 wurde aus den Gemeinden Heisingen und Rellinghausen die neue Bürgermeisterei Rellinghausen gebildet.[6]

- Zum 1. April 1884 wurde die Gemeinde Rüttenscheid aus der Bürgermeisterei Stoppenberg in die Bürgermeisterei Rellinghausen umgegliedert.[7]

- Die Bürgermeisterei Steele-Land hieß seit 1894 Bürgermeisterei Überruhr.[8]

- 1896 wurde aus den Gemeinden Kupferdreh und Byfang die neue Bürgermeisterei Kupferdreh gebildet.[9]

- Am 1. Juni 1900 wurde die Gemeinde Rüttenscheid zu einer eigenen Bürgermeisterei erhoben.[10]

- Am 1. August 1901 wurde Altendorf in die Stadt Essen eingemeindet.[1]

- Zum 1. September 1902 wurde die Gemeinde Zweihonnschaften zu einer eigenen Bürgermeisterei erhoben. Bürgermeisterei und Gemeinde wurden 1903 in Bredeney umbenannt.[11]

- Am 1. Juli 1905 wurde Rüttenscheid in die Stadt Essen eingemeindet.[1]

- Am 1. Oktober 1906 wurde aus den Gemeinden Kray und Leithe die neue Bürgermeisterei Kray-Leithe gebildet.[12]

- Am 1. Oktober 1906 wurde die Gemeinde Rotthausen zu einer eigenen Bürgermeisterei erhoben.[13]

- Am 1. April 1908 wurde Huttrop in die Stadt Essen eingemeindet.[1]

- Am 1. April 1910 wurde Rellinghausen in die Stadt Essen eingemeindet. Heisingen bildete seitdem eine eigene Bürgermeisterei.[14]

- Am 1. April 1910 wurden die drei Gemeinden Haarzopf, Menden und Raadt aus dem aufgelösten Landkreis Mülheim an der Ruhr in den Landkreis Essen eingegliedert.[1] Haarzopf kam zur Bürgermeisterei Bredeney, während Menden und Raadt die Bürgermeisterei Menden bildeten.

- Altenessen, Borbeck, Bredeney und Haarzopf wurden 1915 in die Stadt Essen eingemeindet. Karnap bildete seitdem eine eigene Bürgermeisterei.[15]

- Menden und Raadt wurden 1920 in die Stadt Mülheim an der Ruhr eingemeindet.[1]

- Kray und Leithe wurden 1920 zur vergrößerten Gemeinde Kray zusammengeschlossen.[16]

- Byfang und Kupferdreh wurden 1922 zur vergrößerten Gemeinde Kupferdreh zusammengeschlossen.[9]

- Rotthausen wurde 1923 in die Stadt Gelsenkirchen eingemeindet.[13]

- Der größte Teil der Gemeinde Königssteele aus dem westfälischen Kreis Hattingen wurde 1926 in die Stadt Steele eingemeindet.

- Die Bürgermeistereien in der Rheinprovinz wurden seit 1927 als Ämter bezeichnet.

Zum Ende seines Bestehens besaß der Landkreis Essen die folgende Verwaltungsgliederung:
| Amt          | Städte und Gemeinden (1929)                       |
| ------------ | ------------------------------------------------- |
| amtsfrei     | Kettwig (Stadt), Steele (Stadt), Werden (Stadt)   |
| Karnap       | Karnap                                            |
| Kray-Leithe  | Kray                                              |
| Kupferdreh   | Kupferdreh                                        |
| Heisingen    | Heisingen                                         |
| Kettwig-Land | Dreihonnschaften                                  |
| Stoppenberg  | Frillendorf, Katernberg, Schonnebeck, Stoppenberg |
| Überruhr     | Überruhr                                          |
| Werden-Land  | Siebenhonnschaften                                |

Durch das Gesetz über die kommunale Neugliederung des rheinisch-westfälischen Industriegebietes wurde der Landkreis Essen zum 1. August 1929 endgültig aufgelöst:
- Die Gemeinde Dreihonnschaften wurde auf die Städte Kettwig und Mülheim an der Ruhr aufgeteilt.[18]
- Die Stadt Kettwig kam zum neuen Kreis Düsseldorf-Mettmann
- Der Rest des Landkreises wurde bis auf kleinere Gebietsteile, die an Bottrop und Velbert fielen, in die Stadt Essen eingemeindet.[19]

## Einwohnerentwicklung
| Jahr   | Einwohner |
| ------ | --------- |
| 1816 1 | 37.259    |
| 1871 1 | 135.036   |
| 1880   | 117.904   |
| 1890   | 163.004   |
| 1900   | 284.079   |
| 1910   | 276.804   |
| 1925   | 169.967   |

## Landräte
- 1816–1823: Johann Georg Stemmer
- 1859–1867: Friedrich Leopold Devens
- 1868–9999: Wilhelm Faehre (vertretungsweise)
- 1868–9999: Johann Forster (vertretungsweise)
- 1868–1870: Robert von der Heydt
- 1870–9999: Karl Zoernsch (auftragsweise)
- 1870–1899: Joseph Anton Friedrich August von Hövel
- 1899–9999: Paul Ikier (auftragsweise)
- 1899–1901: Max Rötger
- 1901–1909: Karl Emil Lambert Snethlage
- 1909–1914: Hans von Eynern
- 1914–1918: Paul Brandt
- 1918–1924: Friedrich Schöne
- 1924–1929: Paul Mertens